# Fire Phone
Das Fire Phone war das erste Smartphone von Amazon. Es wurde von Mitte 2014 bis Mitte 2015 verkauft. Besondere Funktionen sind die Bilderkennungs- und Verkaufssoftware Firefly und die Dynamic-Perspective-Technik des Smartphonedisplays.

## Vertrieb
Das Fire Phone wurde am 18. Juni 2014 vorgestellt und war ab dem 25. Juli 2014 für etwa 649 US-Dollar in den USA im Verkauf.
In Deutschland war das Smartphone seit dem 30. September 2014 erhältlich, allerdings nur mit einem Netlock zugunsten der Deutschen Telekom. Dieser konnte aber bei einem Kauf direkt bei Amazon mit einem mitgelieferten Entsperrcode entfernt werden. Das Fire Phone war in Deutschland zunächst nur mit einem Telekom-Vertrag erhältlich, konnte jedoch ab Oktober 2014 auch ohne Vertrag und mit bestehendem Telekom-Netlock, für 449 Euro (32-GB-Modell) bzw. 549 Euro (64 GB) erworben werden. In den Folgemonaten senkte Amazon den Preis auf 149 Euro für das 32-GB-Modell. Ende Mai 2015 wurde der Verkauf des Amazon Fire Phone in Deutschland eingestellt, seit Ende August 2015 ist es auch in den USA nicht mehr erhältlich.

## Technik

### Grundlegendes
- Prozessor: Der System-on-a-Chip ist ein mit 2,2 GHz getakteter Snapdragon 800 mit vier Kernen vom Hersteller Qualcomm, bestehend aus einem Krait-400-Prozessor und einer Adreno-330-Grafikeinheit.[3]
- Bildschirm: Das Fire Phone ist mit einem 4,7 Zoll großen IPS-LC-Bildschirm mit einer Auflösung von 1280 × 720 Pixeln (720p) ausgestattet, der durch Gorilla Glass geschützt ist.
- Tasten: Das Smartphone ist mit drei Seitentasten ausgestattet, die das Ändern der Lautstärke und das Aktivieren der Kamera ermöglichen.

Zum Einsatz kommt eine Nano-SIM-Karte.

### Kamera

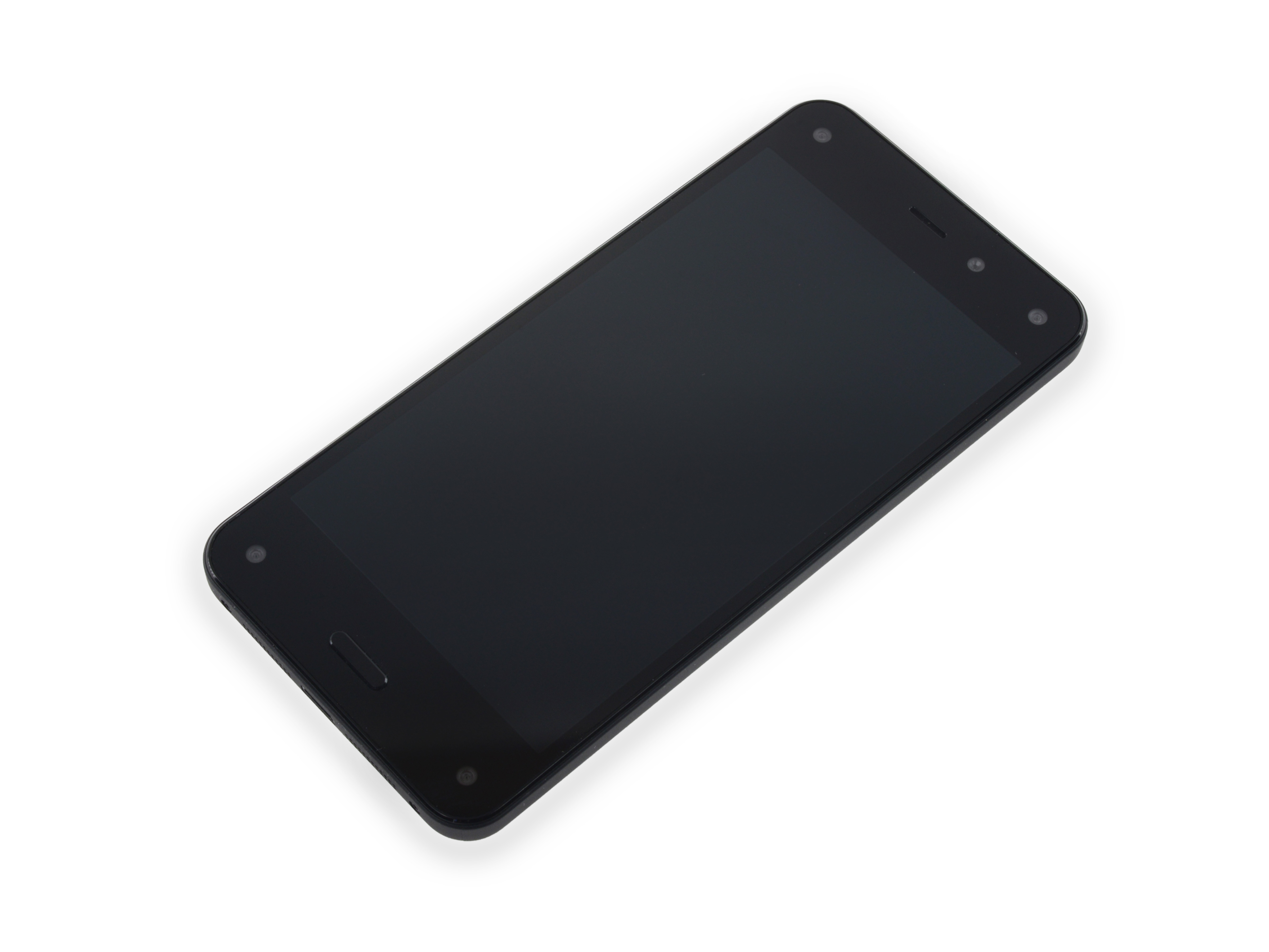
Fire-Phone-Vorderseite mit vier Infrarotkameras

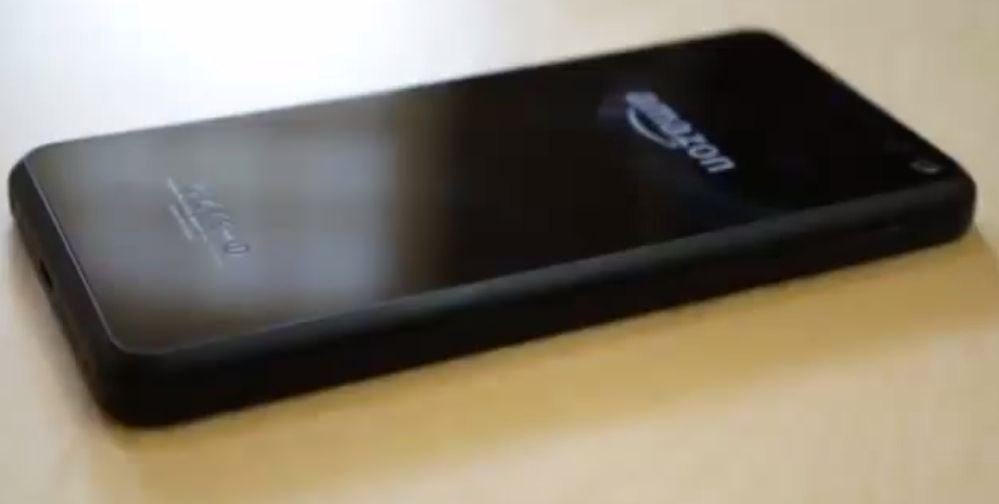
Fire-Phone-Rückseite

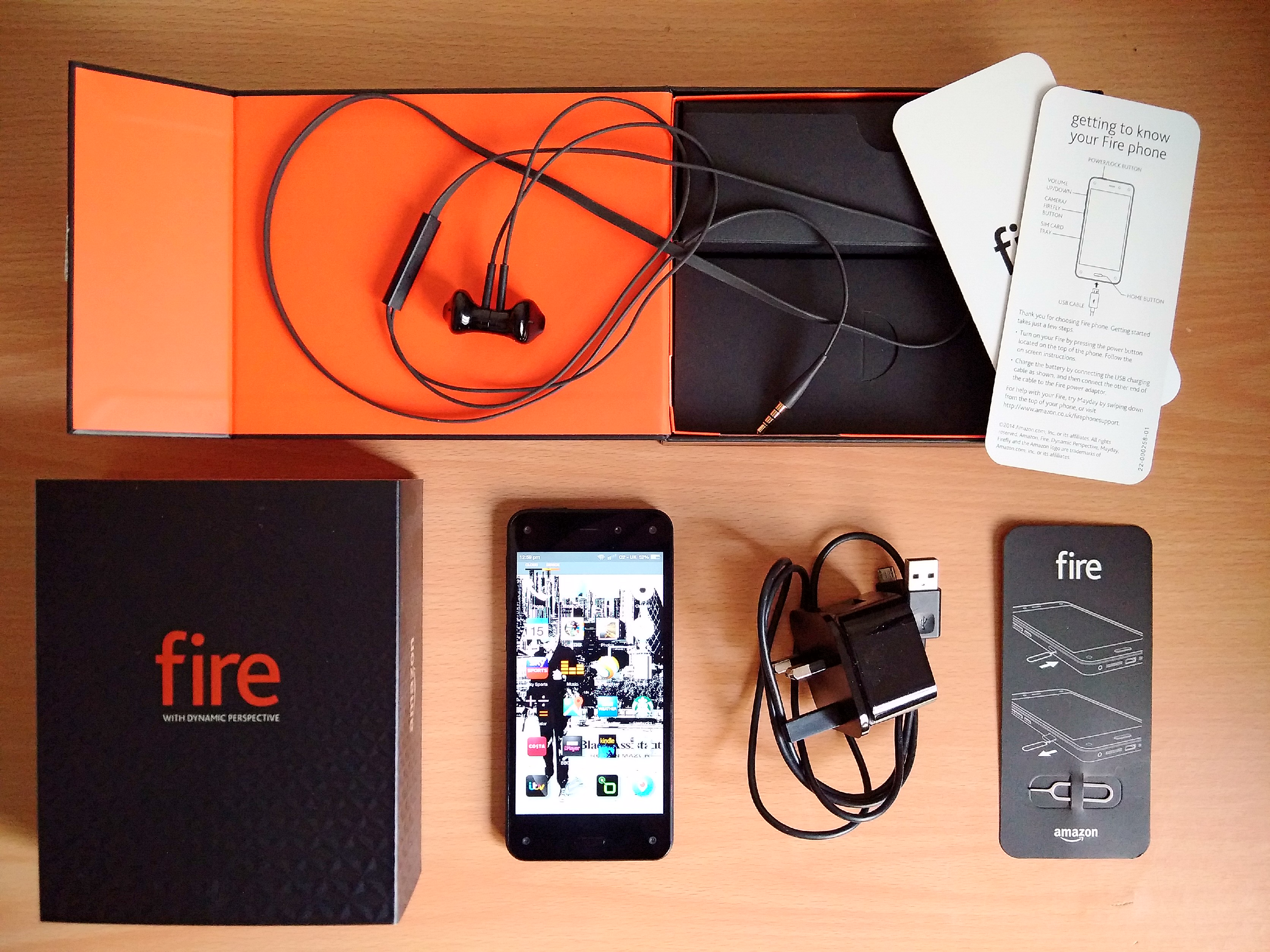
Ein ausgepacktes Amazon Fire Phone mit Inhalt

Das Fire Phone ist mit einer 13-Megapixel-Kamera für Fotos und HD-Videos ausgestattet. Für die Fotos ist eine Extra-Taste verbaut, die es ermöglicht, selbst bei ausgeschaltetem Bildschirm sofort Fotos zu machen. Die Bilder können auf einen für den Nutzer kostenlosen und unlimitierten Cloud-Speicher hochgeladen werden. Außerdem ist die Kamera mit einem Autofokus und optischem Bildstabilisator ausgestattet. Es lassen sich HDR- und Panoramamodus zuschalten. Durch einen Serienfoto-Modus (Burst Mode) ist die Kamera in der Lage, mehrere Bilder in kurzer Folge zu machen.
Das besondere Feature der Kamera ist jedoch die bisher einzigartige Dynamic-Perspective- und Firefly-Technik. Dank Dynamic Perspective ist es möglich, dass die Kamera, unterstützt von vier Infrarotkameras bzw. -sensoren, den Betrachtungswinkel des Nutzers auf die Kamera erkennt und aufgrund dieser Daten die Darstellung auf dem Bildschirm ändert. So können die Bilder dreidimensional auf dem Bildschirm betrachtet werden, da das Neigen des Kopfes eine Änderung auf dem Bildschirm bewirkt. Mit dieser Funktion ist es zum Beispiel möglich, sich Gebäude von mehreren Seiten anzuschauen. Firefly dient zur Erkennung unterschiedlicher Dinge, beispielsweise QR-Codes, Barcodes aber auch Musik, Bilder, Texte und Produkte im Allgemeinen. Nach der Erkennung wird neben allgemeinen Informationen zum entsprechenden Objekt zusätzlich eine Möglichkeit zum sofortigen Kauf des Produkts angeboten.

### Betriebssystem
Das Fire OS genannte Betriebssystem des Fire Phones basiert auf Googles Betriebssystem Android 4.2 (Jelly Bean), erhielt jedoch einige Modifikationen. So ist Fire OS auf die Nutzung der Amazon-eigenen Dienste wie Amazon Instant Video oder das Lesen von Kindle-E-Books zugeschnitten. Über den so genannten Mayday Button ist es möglich, direkt auf die Hilfefunktionen zuzugreifen oder sich binnen 15 Sekunden mit einem Amazon-Mitarbeiter live in Verbindung zu setzen. Außerdem verschiebt Fire OS wenig genutzte Dateien automatisch in die Cloud. Man kann allerdings nicht direkt auf den Google Play Store zugreifen, sondern ist auf den hauseigenen Amazon Appstore angewiesen. Seit der Fire-OS-Aktualisierung auf Version 3.6.8 ist es jedoch auch möglich, durch die Installation separater Google-Programmpakete, den Play Store und dessen Apps zu verwenden. Anfang Mai 2015 wurde Fire OS 4.6.1 veröffentlicht, das auf Android-Version 4.4.4 (KitKat) basiert. Seit diesem Update gab es keine weitere Aktualisierung. Die Mitarbeiter, die an der Entwicklung des Fire Phone und dessen möglichen Nachfolger mitgearbeitet haben, wurden teilweise entlassen, weshalb keine weiteren Updates noch ein Nachfolger des Smartphones zu erwarten sind. Alle übrigen Mitarbeiter wurden für das Projekt Amazon Echo angesetzt.

## Das Fire Phone im Test
Im Test der Stiftung Warentest wurde die mäßige Sprachqualität des Fire Phone kritisiert, die insbesondere bei Nebengeräuschen zum Problem werde. Wenig überzeugend fanden die Tester auch Netzempfindlichkeit und Kameraqualität. Positiv hervorgehoben wurde dagegen die Helligkeit des Displays, das sich auch bei Sonnenlicht vergleichsweise gut ablesen lasse.